# Geheimhoudingsbeding (arbeidsovereenkomst)
Een geheimhoudingsbeding legt aan de werknemer de plicht op om tijdens en na afloop van de arbeidsovereenkomst geen vertrouwelijke of concurrentiegevoelige informatie naar buiten te brengen. Dit betreft informatie die de werknemer in de uitoefening van zijn werkzaamheden heeft ontvangen. Het kan informatie zijn over het bedrijf, maar ook over klanten, personeelsleden, et cetera. Soms wordt aan het geheimhoudingsbeding een boetebeding gekoppeld: bij overtreding van het geheimhoudingsbeding is de werknemer een boete verschuldigd. 
Ook als geen geheimhoudingsbeding overeengekomen is, mag de werknemer niet zomaar van alles bekendmaken. Als hij vertrouwelijke of concurrentiegevoelige informatie verspreid, en hij berokkent daarmee zijn werkgever schade, dan moet hij die schade vergoeden (op grond van onrechtmatige daad en/of wanprestatie). Ten opzichte van een geheimhoudingsbeding heeft dit voor de werkgever als nadeel dat hij moet aantonen dat hij schade heeft geleden door de verspreiding van de informatie, en hij moet aantonen hoe groot die schade is.